# Larry Denneau
Larry Denneau Jr. (* 1968) ist ein US-amerikanischer Astronom, Softwareentwickler und Entdecker von Asteroiden.

## Leben
Er studierte von 1985 bis 1990 an der Universität von Arizona und schloss sein Studium mit einem B.S.E.E. (Bachelor of Science in Electrical Engineering) ab. Von 1990 bis 2004 arbeitet er bei verschiedenen Unternehmen als Berater und Softwareentwickler. Seit 2004 ist er an der Universität von Hawaii als Senior Software Engineer für Pan-STARRS und seit 2013 auch für das Asteroid Terrestrial-impact Last Alert System tätig. Sein spezielles Tätigkeitsfeld in der Softwareentwicklung sind Asteroiden, astronomische Bildverarbeitung, Pipeline-Entwicklung, C-, Perl- und Python-Programmierung.
2009 bis 2014 macht er seinen Ph.D. in Astronomie an der Universität von Belfast.

## Veröffentlichungen
- Observational constraints on the steady-state catastrophic disruption rate of main belt asteroids measured using the Pan-STARRS moving object processing system (Dissertation), 2015[1]
- The Pan-STARRS Moving Object Processing System[2]
- Co-Autor: The Pan-STARRS Data Processing System[3]
- Discovery of Super-Slow Rotating Asteroids with ATLAS and ZTF photometry[4]
- Google Scholar

## Ehrungen
Nach ihm wurde der Asteroid (12267) Denneau benannt.